# Apostolska nunciatura v Indiji
Apostolska nunciatura v Indiji je diplomatsko prestavništvo (veleposlaništvo) Svetega sedeža v Indiji, ki ima sedež v New Delhiju; ustanovljena je bila leta 1881.
Trenutni apostolski nuncij je Salvatore Pennacchio.

## Seznam apostolskih nuncijev
- Antonio Agliardi (23. september 1884–9. maj 1887)
- Andrea Aiuti (31. marec 1887–24. julij 1891)
- Ladislao Michele Zaleski (5. marec 1892–4. december 1916)
- Pietro Fumasoni Biondi (15. november 1916–6. december 1919)
- Pietro Pisani (15. december 1919–1924)
- Edward Aloysius Mooney (21. januar 1926–30. marec 1931)
- Leo Peter Kierkels (23. marec 1931–1952)
- Martin Lucas (3. december 1952–1956)
- James Robert Knox (14. februar 1957–13. april 1967)
- Joseph Caprio (22. avgust 1967–19. april 1969)
- Marie-Joseph Lemieux (30. maj 1969–16. februar 1971)
- John Gordon (1971–1976)
- Luciano Storero (14. julij 1976–2. februar 1981)
- Agostino Cacciavillan (9. maj 1981–13. junij 1990)
- Giorgio Zur (13. avgust 1990–7. december 1998)
- Lorenzo Baldisseri (19. junij 1999–12. november 2002)
- Pedro López Quintana (8. februar 2003–10. december 2009)
- Salvatore Pennacchio (8. maj 2010–danes)